# Malaconotus monteiri
El gladiador de Monteiro (Malaconotus monteiri) es una especie de ave paseriforme en la familia Malaconotidae.

## Distribución geográfica y hábitat
Se encuentra en el oeste de Angola y en el sudoeste de Camerún.
Su hábitat natural son los bosques montanos húmedos subtropicales o tropicales. Probablemente se encuentre amenazado por pérdida de hábitat, aunque a causa de lo huidizo que es se desconoce su estado actual con precisión.

## Subespecies
Se reconocen las siguientes subespecies:
- M. m. perspicillatus (Reichenow, 1894), monte Camerún
- M. m. monteiri (Sharpe, 1870), Angola